# 九州工业大学短期大学部
九州工业大学短期大学部（日语：／ Kyushu Kōgyō Daigaku Tanki Daigakubu *）是过去一所位于日本福冈县戶畑市的国立短期大学。

## 概要

### 简介
- 学校最早可以追溯到1945年即明治专门学校第二部的设置、短期大学为于1951年开办[1]。招収男女学生到1958年、停办于1961年[2]。

### 历史
- 1951年 九州工业大学短期大学部成立并同时设置三个学科、以下列举[1]。
  - 机械科第二部
  - 电气科第二部
- 1958年 最后一年招生、次年停止招生（正式停办于1961年3月31日[2]）。

## 学校环境
- 校区：在了福冈县戶畑市[注 1]

## 历任校长
- 嘉村平八：最后短期大学校长[3]。

## 组织

### 学科
- 机械科第二部
- 电气科第二部

### 专科
| - 没有 |

### 业余课程
| - 没有 |

## 相关链接
- 日本短期大学列表